# 杨诚 (企业家)
杨诚（俄语：Дави́д Ян，1968年6月3日—），是一名华裔俄罗斯人，祖籍上海，现任ABBYY公司董事会主席。

## 简介
- 1968年，杨诚出生在苏联的亚美尼亚[1]。
- 1989年，杨诚创立BIT Software公司。
- 1997年BIT Software改名为ABBYY。